# HMS Elephant (1786)
HMS Elephant (Корабль Его Величества «Элефант», от англ. elephant — «слон») — 74-пушечный линейный корабль третьего ранга. Третий корабль Королевского флота, названный Zealous. Седьмой линейный корабль типа Arrogant. Заложен в феврале 1783 года. Спущен на воду 24 августа 1786 года на частной верфи Джорджа Парсонса в Бурследоне. Относился к так называемым «обычным 74-пушечным кораблям», нёс на
верхней орудийной палубе 18-фунтовые пушки.

## Служба
В конце ноября 1790 года кораблю едва удалось избежать разрушения, когда молния разбила его грот-мачту во время стоянки на якоре в гавани Портсмута.
2 апреля 1801 года вице-адмирал Горацио Нельсон выбрал Elephant в качестве своего флагмана в битве при Копенгагене из-за его небольшой осадки, что очень пригодилось при сражении на мелководье. Именно на этом корабле произошел один известный эпизод, когда Нельсон приложил трубу к своему слепому глазу и заявил, что не может увидеть сигнал адмирала Паркера об отводе кораблей. Британцы продолжили сражение и, в конце концов, вынудили датчан сесть за стол переговоров. Ближе к концу сражения Elephant сел на мель и экипажу пришлось потратить несколько часов, чтобы снять его с мели. В сражении Elephant был одним из наиболее пострадавших британских кораблей, получил серьезные повреждения корпуса и рангоута и потерял 10 человек убитыми и 13 ранеными.
В июне-декабре 1803 года Elephant, под командованием капитана Джорджа Дандаса, в составе эскадры коммодора Джона Лоринга
принимал участие в блокаде Сан-Доминго.
В июле 1803 года эскадрой Лоринга была перехвачена французская эскадра коммодора Пьера Мориса Жюльена, состоящая из двух
74-пушечных кораблей Duquesne и Duguay-Trouin и 40-пушечного фрегата Guerriere. Ночью французы разделились, Duquesne двинулся на запад, а Duguay-Trouin и Guerriere на восток. Британская эскадра устремилась в погоню и после непродолжительного боя Vanguard и Tartar вынудили Duquesne спустить флаг. Elephant, который преследовал Duguay-Trouin, почти догнал его, даже успел сделать несколько выстрелов, но в итоге Duguay-Trouin вместе с фрегатом удалось уйти от погони.
В октябре 1803 года эскадра под командованием капитана Генри Уильяма Бойнтона, состоящая из Cumberland, Hercule, Bellerophon, Elephant и Vanguard, захватила две французских каперских шхуны Poisson Volant и Superieure. Обе шхуны впоследствии были приняты в состав Королевского флота.
В июне-июле 1806 года Elephant входил в состав эскадры контр-адмирала Ричарда Стрэчена, направленной в Вест-Индию, чтобы помешать действиям французской эскадры контр-адмирала Вильоме. В июле 1806 года сопровождал большой торговый конвой, идущий в Англию из Вест-Индии.
Утром 28 декабря 1812 года западнее Азорских островов Elephant и Hermes захватили американскую каперскую шхуну Swordfish, под командованием Джона Эванса, которая отплыла 16 дней назад из Бостона. На шхуне были установлены двенадцать 6-фунтовых пушек (десять из которых были брошены за борт во время погони, продолжавшейся более 100 миль).
В 1818 году у Elephant была срезана верхняя палуба и он переоборудован в тяжелый 58-пушечный фрегат. Он был отправлен на слом и разобран в 1830 году.